# محوطه و گورستان امامزاده ابراهیم باغ نو
محوطه و قبرستان امامزاده ابراهیم باغ نو مربوط به سده‌ها میانه و متاخر دوران‌های تاریخی پس از اسلام است و در شهرستان قیروکارزین، بخش مرکزی، دهستان هنگام، ۲ کیلومتری جنوب روستای باغ نو واقع شده و با شمارهٔ ثبت ۲۶۶۴۰ به‌عنوان یکی از آثار ملی ایران به ثبت رسیده است.